# Таурогенская конвенция
Таурогенская конвенция — договор,   заключённый 30 декабря 1812 года между прусским генерал-лейтенантом Йорком и российским генерал-майором  Дибичем. Согласно договору, прусский корпус Йорка объявлялся нейтральным и «более не препятствовал проведению операций русской армии».  Договор положил начало политики разрыва Королевства Пруссии с Францией.

## Предыстория
17 декабря 1812 года французский корпус маршала  Макдональда (левый фланг армии Наполеона) дислоцировался в  Курляндии.  Корпус (25 тыс. человек) был боеспособным и серьёзно угрожал с юга захватом Риги. 
Макдональд не получал никаких известий из Главной квартиры Наполеона и «не верил слухам об уничтожении Великой армии». Тем временем, колонны разбитой Великой армии отступали от  Зембина на Сморгонь и далее на Вильно (ныне Вильнюс).   По пятам неприятеля двигались части армии Чичагова.  Левее — Главная армия  Кутузова с тем, чтобы препятствовать соединению корпуса князя Шварценберга с остатками армии Наполеона, правее — корпус графа  Витгенштейна  с тем, чтобы пересечь сообщение  армии Наполеона с корпусом  Макдональда. Морозы усилились до минус 20 градусов. Наполеон потерял надежду восстановить порядок: люди, с выпавшими на их долю страданиями, смешались в общую массу.  5 декабря, по прибытии в местечко Сморгонь, Наполеон объявил, что намерен оставить армию и возвратиться в Париж. Он приказал Мюрату возглавить войска.
13 декабря  Мюрат покинул  город Ковно (ныне Каунас) и  19 декабря с остатками Старой гвардии прибыл в Кёнигсберг. 18 декабря к Макдональду от Мюрата  прибыл офицер и доставил приказ об отступлении.
19 декабря первая колонна корпуса Макдональда выступила из Бауска в направлении на  Шавли. В колонне находился сам Макдональд, дивизия генерала Гражана  с французскими войсками и генерал Массенбах с прусскими. Позже, 20 декабря из Митавы с отставанием «на один переход» выступила на Шавли вторая колонна корпуса Макдональда под командованием генерала Йорка.  Планировалось, что дойдя до Колтынян, обе колонны разделятся.
20 декабря генерал-губернатор Риги генерал-адъютант русской армии маркиз  Паулуччи, выполняя приказ Фельдмаршала князя  Кутузова,  сформировал из войск рижского гарнизона отряд (7000 человек пехоты и 1200 кавалерии) под командованием генерал-лейтенанта Левиза   с целью преследования войск Макдональда и соединения с войсками корпуса графа  Витгенштейна. Сам Паулуччи с отрядом 2500 человек выдвинулся в сторону  Мемеля.  
21 декабря отряд Дибича (авангард корпуса Витгенштейна), находился у Лаукова, двигаясь от  Россиен  к Мемелю.   Дибич был уверен, что Макдональд будет отступать по Куршской косе на Кёнигсберг. Он планировал своим отрядом перерезать путь его отступления.  Однако, 22 декабря Дибич получил донесение о том, что корпус Макдональда движется через Шавли на Тильзит.   24 декабря Дибич повернул свои войска на Колтынян, «чтобы действовать во фланг на марше Макдональда к Неману».  В тот же день Дибич получил донесение о том, что войска Макдональда миновали Колтынян. За арьергардом первой колонны следовала вторая  —  Йорка с огромными обозами.  Дибич со своим малочисленным отрядом ( 2000 человек с 6 орудиями) «вклинился» между двумя колоннами.

## Предпосылки к заключению конвенции
Враждебное отношение прусского населения к Наполеону было очевидно.  Армия Наполеона отступала.  Военный губернатор Риги генерал-адъютант русской армии маркиз Паулуччи получил «соизволение императора Александра I» вступить в переговоры с командиром прусских войск Йорком с тем, чтобы убедить последнего «присоединить свой корпус к русским войскам» или по крайней мере объявить  корпус «нейтральным».  Данное соизволение являлось вполне обоснованным: Йорка давно занимала мысль о «необходимости срочно избавить Пруссию от тяжкого для неё союза с Наполеоном».  Эта позиция Йорка была известна, так как он уже долгое время состоял в «тайной переписке с маркизом и графом Витгенштейном».  Поэтому, с целю реализации «отважного своего намерения»  —  объявление нейтралитета, Йорк послал майора Зейдлица в Берлин с тем, чтобы узнать «волю короля Фридриха Вильгельма III».

## Ход переговоров
25 декабря войска Макдональда прибыли в местечко Поюру и далее последовали на Вайнуты. Колонна Йорка прибыла в Краже и находилась в 50 верстах от войск Макдональда.  В тот же день к Дибичу подошло подкрепление: 1000 человек кавалерии авангарда войск генерал-лейтенанта Левиза. 
25 декабря Дибич расположил свой отряд фронтом к деревне Краже, ожидая появление арьергарда неприятеля.  Увидев прусские войска, он «тотчас» направил «переговорщика». Дибич предложил генерал-майору Клейсту заключить «условие о нейтралитете» и сообщил, что путь колонне преградил русский корпус. Клейст  ответил, что «не может начать переговоры», так как колонной командует генерал Йорк.  Он прибудет к вечеру». Йорк дал согласие увидеться с Дибичем  «между двух цепей передовых постов». В 9 часов вечера встреча состоялась. Йорк ответил, что в принципе не против нейтралитета. Однако, время для этого ещё не настало.  Йорк «с часу на час ожидал возвращения майора Зейдлица из Берлина».  На встрече  было согласовано условие движения прусских войск к Неману без боестолкновений. 
8 часов утра 26 декабря  Йорк «сделал обозрение» позиции русских войск при  Колтынян и нашёл её «сильно занятой». С прошлого дня Йорк не получил никаких известий от Макдональда и оценил свое положение, как сильно «затруднительным». Войска Йорка двинулись на  Тауроген. Дибич с отрядом сопровождал колонну в постоянной готовности перегородить путь. 
28 декабря войска Макдональда достигли Тильзита. Арьергард войск Макдональда – дивизия Башелю находилась в Рагните. Отряд Голенищева-Кутузова находился в местечке  Раудцен . Авангард корпуса Витгенштейна под командованием Шепелева занял  Лазденен с направлением на Шиллен. Корпус Витгенштейна находился у  Юрбурга. Колонна Йорка прибыла в Тауроген, находящегося в 30 верстах от Тильзита.  Дибич с отрядом прибыл к местечку Вилькишкен. 
29 декабря к Йорку прибыл от Дибича офицер штаба подполковник Клаузевиц с двумя письмами.  В первом письме говорилось о скором подходе корпуса Витгенштейна к дороге Тильзит – Кёнигсберг.   Второе письмо, «перехваченное» от Макдональда к Маре, содержало жалобу на «дух прусских войск и на необходимость удалить некоторых прусских офицеров».    В тот же день к Йорку прибыл майор Зейдлиц с  устным известием, что «берлинский двор готов разорвать отношения с Наполеоном», как только политические обстоятельства более разъяснятся.  Зейдлиц доложил о «совершенном расстройстве французской армии», а также  узнал от Бюлова, что «австрийцы без сопротивления отступили в герцогство Варшавское».
Сообщение Зейдлица «более всего побудило Йорка к разрыву с Макдональдом».
Я ваш. Скажите генералу Дибичу, что завтра рано утром мы должны с ним переговорить на Пошерунской мельнице, и что теперь я твёрдо решил порвать с французами и их делом. Со мной будет Массенбах.

## Подписание соглашения
30 декабря в 8 часов утра на Пошерунской мельнице близ города  Тауроген была заключена Конвенция. С русской стороны конвенцию подписал  генерал-майор Дибич, с прусской генерал-лейтенант Йорк.   Согласно договору, прусский корпус генерала Йорка объявлялся нейтральным и «более не препятствовал проведению операций русской армии». Получив донесение о заключённой конвенции, Император  Александр I написал Йорку:
Спешу генерал изъявить свое удовольствие: отныне две нации, взаимно соединенные чувствами уважения и приязни, не будут истреблять одна другую в угоду ненасытному властолюбию  притеснителя Европы.

## Основные положения конвенции
- Прусский корпус объявлялся нейтральным и «более не препятствовал проведению операций русской армии». Корпус должен был располагаться на пространстве от Мемеля до Тильзита и далее до  Лабиау[30]. Пространство ограничивалось  Куршским заливом .  Прусские войска должны были сохранять нейтралитет «до  получения повелений от Его Величества Короля Пруссии»[3][32].  Данное условие «распространялось» и на войска Массенбаха[2].
- В случае денонсации королём конвенции, «прусские войска могли отступить за французские линии, но не имели права обращать своё оружие против русских в течение двух месяцев»[3][32].

## Последствия конвенции
В тот же день, 30 декабря Йорк послал:  майора  фон Тиле к Королю Пруссии Фридриху Вильгельму III с донесением о заключённой конвенции и офицера своего штаба  в Тильзит к генералу Массенбаху.  Офицер должен был передать Массенбаху приказ о немедленном возвращении в Тауроген, а также письмо, которое должно было попасть в руки Макдональда не ранее отхода прусского отряда в Тауроген.    Массенбах исполнил приказ.  31 декабря он привел свой отряд в Тауроген.  Макданальд оставался в Тильзите до утра 31 декабря в ожидании прибытия войск Йорка. Однако, получив донесение о переходе Массенбаха на правую сторону  Немана и письмо от Йорка, Макдональд с дивизией Гражана немедленно выступил на Кёнигсбергскую дорогу. Таким образом, Макдональд лишился содействия прусских войск Йорка.
Конвенция благоприятствовала проведению успешных операций русской армии: быстрому падению Кёнигсберга и бегству Мюрата  за Вислу.   
В Берлине, столице Пруссии, в то время стоял 6-тысячный французский гарнизон. Получив известие о Турагентском соглашении, прусский король  Фридрих Вильгельм III заявил, что Йорк предстанет перед военным судом и послал генерала Гатцфельда в Париж с официальными извинениями. Король публично заявил о денонсации конвенции и направил Наполеону заверение о неизменной лояльности.  
Однако, среди широких слоёв прусского общества начались волнения, направленные на освобождение от подневольного союза с Наполеоном.  Решительный шаг Йорка дал им пример, а политикам - стимул к ускорению решения политических вопросов: «положение дел с каждым днем всё более и более разъяснялось».  Не подлежало сомнению, что  армия Наполеона была уничтожена.  Торжественные «уверения Александра I восстановить самобытность Пруссии» побудили Фридриха Вильгельма III возобновить союз с Россией. 
Фридрих Вильгельм III развернул тайные переговоры с Россией и Австрией и перешёл к дипломатическим «манёврам»: направил флигель-адъютанта  Нацмера с приказом о смещении Йорка и назначении Клейста командующим прусским корпусом. Одновременно с этим он послал Александру I предложение заключить оборонительный и наступательный союз с Пруссией и продолжить русское наступление за Вислу и Одер. С этой целью Фридрих Вильгельм направил своего военного советника полковника Кнезебека в Вену, а затем к Александру I.
27 февраля 1813 года был подписан Калишский союзный договор. В Бреслау с прусской стороны  договор подписал канцлер барон Гарденберг.   28 февраля 1813 года с русской стороны в Калише договор был подписан  генерал-фельдмаршалом Кутузовым. Союзный договор явился основой создания русско-прусской армии.
Единственной целью, которую преследовал Александр, ведя наступление за пределами России, было несение «мира и независимости» для всех европейских государств, которые он приглашал присоединиться к нему в деле освободительной борьбы
Началась немедленная мобилизация ресурсов Восточной Пруссии для победы над Наполеоном. Были приняты меры по недопущению беспорядочных реквизиций. Кутузов потребовал от солдат безупречного поведения «по отношению к гражданскому населению». Данный приказ неукоснительно выполнялся. Прусское население приветствовало русских как освободителей. Пущин П. вспоминал, что Александра I приветствовали с нескрываемым восторгом.  12 января 1813 года город Иоганесбург был иллюминирован, а перед окнами Императорской квартиры жители «воздвигли пирамиду с транспарантом»:
«Слава Освободителю Европы Александру Великому». Народ запрудил улицу и не смолкало «Ура» по адресу России.
К 4 марта вооружённые силы Пруссии, благодаря мобилизации, достигли численности в 120 тысяч солдат, почти утроившись за 3 месяца.
17 марта 1813 года прусский король объявил войну Франции, и в тот же день генерал Йорк был признан невиновным.

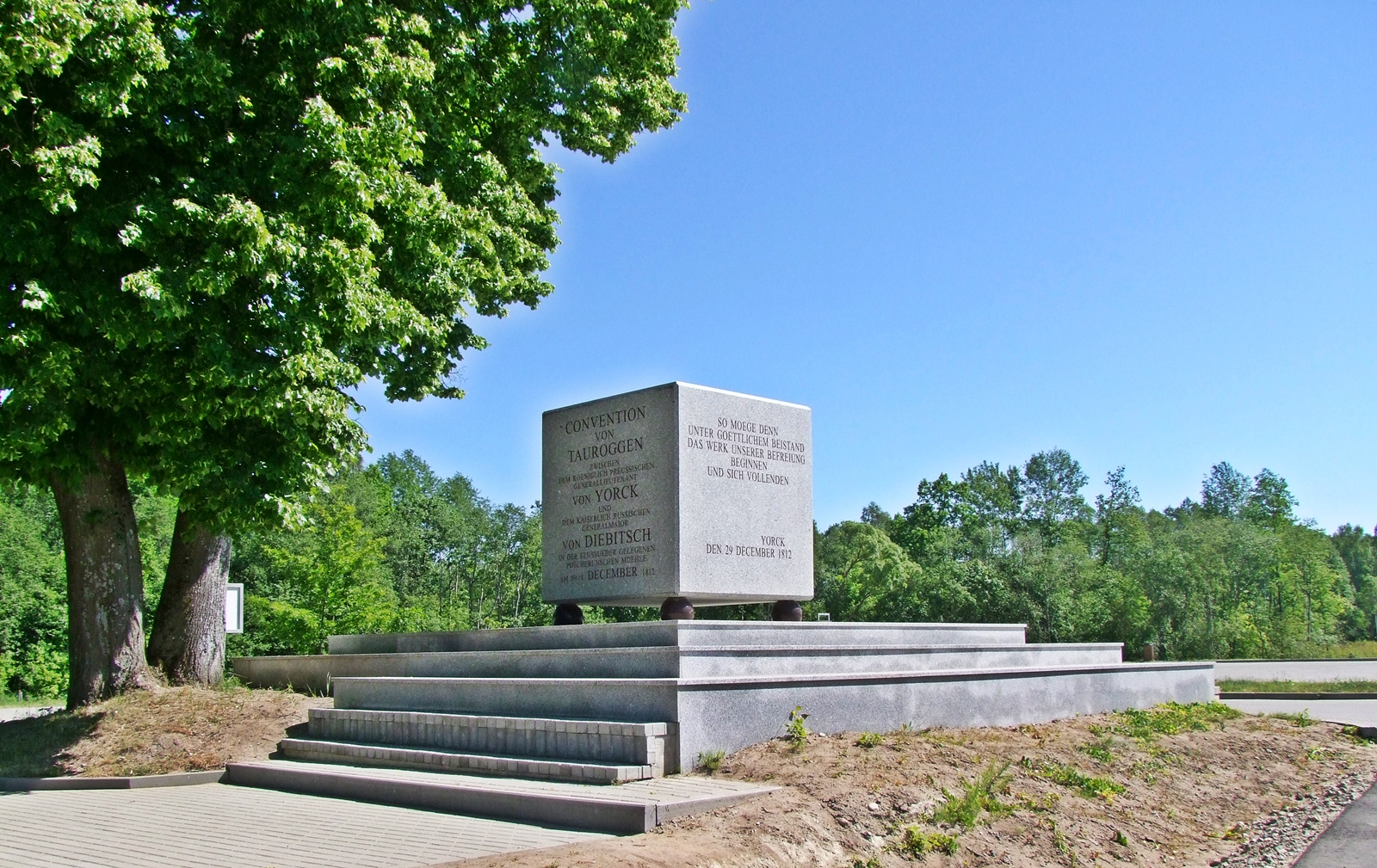
Пямятник на месте Пошерунской мельницы

## Память
В ознаменование 100-летия события в 1912 году на историческом месте подписания — бывшей мельнице близ Пошеруна (Пожерунай) — по инициативе правнука Генриха Йорка фон Вартенбурга (1861–1923) был установлен памятник. Двухметровый гранитный куб на четырёх маленьких бронзовых шарах. Куб был разрушен Красной Армией во время Великой Отечественной войны в 1944 году.
К 200-летию события в 2012 году памятник был восстановлен по инициативе Ротари-клуба Тауроггена (Таураге) при поддержке Европейского Союза в рамках немецко-литовско-российского сотрудничества. Липа, посаженная в 1813 году на историческом месте подписания, считается первым памятником освобождения Европы от власти Наполеона.